# Musée virtuel
 (janvier 2020).
Un musée virtuel est une galerie, essentiellement située sur le Web.

## Définitions
L’apparition des nouvelles technologies permit aux musées de les exploiter à des fins de préservation et de conservation du patrimoine. Cédérom et DVD-Rom se mirent donc à remplacer les microfilms et microfiches, offrant aux musées un usage simplifié mais aussi une qualité et une capacité de stockage nettement supérieures à celles de leurs prédécesseurs. Puis un nouveau média vit le jour, ouvrant de nouvelles possibilités d’exploitation : l’Internet.
Gilles Deleuze définit le mot virtuel comme « tout champ problématique susceptible d’établir des liens entre des objets ou des processus en apparence étrangers les uns aux autres : le virtuel est entièrement réel même si tout en lui n’est pas actualisé » (Deloche, 2001)[réf. incomplète]. Ainsi, le virtuel serait une autre manière d’exister, opposée à l’actuel. Il n’est pas de l’ordre du possible mais serait une certitude insaisissable. En effet, de par son existence même, le virtuel met en jeu des données, des informations certaines et exploitables, cependant celles-ci sont intangibles car immatérielles. Elles existent, certes, mais sont intouchables, impalpables.
Le musée virtuel relève donc de cette même définition couplée à celle de l’institution muséale. Il serait donc une institution intangible accessible au public et faisant des recherches concernant les témoins matériels de l’homme et de son environnement, les conservant (notamment par la numérisation des collections), les diffusant et les communiquant et les exposant (à travers des expositions virtuelles) notamment à des fins d’éducation, de recherche et de dialogue avec du sensible.
Selon Geneviève Vidal, le musée virtuel constitue une référence au musée réel, « il présente des expositions, issues d’expositions réelles ou bien conçues exclusivement pour être mises en réseau ou sur disque optique, des informations sur les activités du musée, des articles, des fiches de lecture sur les œuvres. » Il peut « être géré par les acteurs traditionnels des musées, mais aussi par les responsables des services touristiques des villes cherchant à valoriser leur patrimoine, ou encore des individus passionnés ».
Cette définition, somme toute assez  ancienne, se limite trop à un musée virtuel qui ne serait qu'un pâle reflet du musée réel. L'intérêt aujourd'hui avec les réseaux sociaux et autres nouveaux médias est justement de pouvoir s'affranchir de cette référence et de proposer quelque chose de particulièrement novateur. Un musée virtuel peut apporter un contenu complémentaire au musée réel, une autre façon de voir les choses. Une exposition virtuelle, quant à elle, doit être traitée comme une exposition à part entière.
L’utilisation des technologies de réalité augmentée ou de réalité virtuelle permet au visiteur de s’affranchir de certaines limites d’un musée classique, par exemple en s’approchant des œuvres pour les toucher ou en voir l’intérieur, ou en proposant des œuvres immersives destinées à être visitées via un casque de réalité virtuelle.

## Les missions du musée virtuel
Le musée virtuel peut avoir également différentes missions, notamment d’enseignement et de diffusion de la culture, mais aussi de rendement et de promotion, et enfin des objectifs proprement politiques. 
En 2019, un professeur de l’Université de Poitiers a mis au point le premier musée virtuel scientifique de France pour comprendre les origines de la vie à la suite de différentes découvertes.

## Des musées virtuels
- Le Musée du sourire, créé en 1996 par Alexia Guggémos, est le premier musée virtuel sur Internet seul.
- Universal Museum of Art (UMA) est un musée exclusivement en ligne lancé en décembre 2017. Sa mission majeure est de créer des expositions accessibles à tous, partout, gratuitement et en réalité virtuelle.
- International Museum of Women (en) est un musée exclusivement en ligne. Il propose des expositions en relation avec la cause des femmes, comme Imagining Ourselves (« En s'imaginant soi-même », 2006) sur le sentiment d'identité féminine, Women, Power and Politics (Les Femmes, le Pouvoir et la Politique - 2008) ou encore Economica: Women and the Global Economy (Economica : Les Femmes et l'Économie Globale - 2009)
- Tucson Gay LGBT LGBTQ Queer Museum est un musée en ligne uniquement qui propose des expositions en ligne sur l'histoire de la communauté LGBTQ. Les expositions photographiques, audio, vidéo, textuelles et autres expositions en ligne vont des années 1700 à nos jours.
- Virtual Museum of Modern Nigerian Art (en) (VMMNA) est le premier musée virtuel d'art moderne en Afrique. Organisé par l'université panafricaine de Lagos, au Nigeria, ce musée virtuel offre une bonne vision de l'évolution de l'art nigérian au cours des cinquante dernières années.
- Vaginamuseum est un musée virtuel fondé en 2015 qui traite de la sexualité féminine et de sujets liés au sexe féminin.

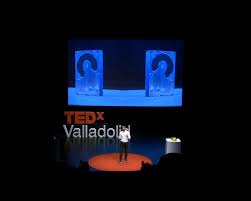
Solimán López, fondateur du Harddiskmuseum, présentant sa conférence TEDx Valladoid où il exprime le concept de son musée.

- Harddiskmuseum[7] est l'un des premiers musées d'art contemporain entièrement consacrés à l'art numérique, fondé par Solimán López en 2015. Le musée est un disque dur de 2 To. Sa collection permanente de plus de 100 artistes tels John Sanborn, Grégory Chatonsky, Enrique Radigales , María Cañas, Jonathan Monaghan, Claudia Hart et Pia_Myrvold accueille également des expositions éphémères présentées par des curateurs internationaux. Il est exposé en 2020 par The Wrong, biennale internationale d'art contemporain numérique[8].
- MACVR3D (Musée d’art contemporain VR 3D) est l’un des premiers musées entièrement modélisé en 3D, axé sur les nouvelles technologies dont la réalité virtuelle, visible sur Internet et dans un casque de réalité virtuelle. Ce musée est géolocalisé à Longwy (France) et offre une visibilité aux artistes contemporains de plusieurs pays. Fondé en 2018 par Art Total Multimedia au Canada.
- musée de l'internet (Suède) fondé en 2014.
- Musée protestant, sur l’histoire du protestantisme en France.
- Musée virtuel de la Nouvelle-France géré par le musée canadien de l'histoire.
- Museum of Other Realities et The OmniGallery, musées d’œuvres immersives à visiter en réalité virtuelle[5].